# Adriaan Willem Anne Gevers Deynoot
Jhr. Adriaan Willem Anne Gevers Deynoot (Rotterdam, 6 maart 1811 - 's-Gravenhage, 8 maart 1898) was een Nederlands generaal-majoor der artillerie en onder meer ridder in de Orde van de Nederlandse Leeuw.

## Familie
Gevers was een lid van de familie Gevers. Hij was een zoon van jhr. mr. Abraham Gevers Deynoot (1776-1845), vicepresident van de Arrondissementsrechtbank te Rotterdam, en Marguaritha Catharina Wyckerheld Bisdom (1777-1844). Zijn broer was burgemeester jhr. François Gerard Abraham Gevers Deynoot (1814-1882).
Gevers trouwde in 1843 met jkvr. Quirina Jacoba Louisa Quarles van Ufford (1822-1885). Uit dit huwelijk werden drie kinderen geboren:
- jkvr. Margaritha Catharina Gevers Deynoot (1844-1919); trouwde in 1865 met Johannes Gustav Ulrich Schoch (1840-1922), generaal-majoor titulair
- jhr. Willem Anton Gevers Deynoot (1845-1910), generaal-majoor titulair
- jhr. Dirk Rudolph Gevers Deynoot (1848-1920), kapitein

## Loopbaan
Gevers Deynoot werd op 24 juni 1825 geplaatst als cadet bij de Artillerie- en Genieschool te Delft en werd vervolgens, volgens het Koninklijk Besluit van  6 oktober 1928, geplaatst op de Koninklijke Militaire Academie. Hij werd op 5 januari 1830 benoemd tot tweede luitenant bij het eerste bataljon Nationale Militie en op 13 februari 1834 bevorderd tot eerste luitenant. Hij werd overgeplaatst bij het regiment veldartillerie en werd op 10 september 1852 bevorderd tot kapitein der derde klasse. Op 24 november 1854 volgde zijn bevordering tot kapitein der tweede klasse en op 27 november 1857 werd hij benoemd tot kapitein der eerste klasse. Hij werd op 10 mei 1861 tot majoor en op 31 juli 1865 bevorderd tot luitenant-kolonel bij het derde regiment vestingartillerie. Hij kwam te Maastricht in garnizoen en werd belast met de aldaar gestationeerde compagnieën van dat regiment.
Op 23 april 1866 werd Gevers Deynoot overgeplaatst bij het regiment veldartillerie en op 22 april  1868 bevorderd tot kolonel, commandant van het korps. In 1870 was hij werkzaam als commandant van de Amsterdamse linie; uit deze functie werd hij in september van dat jaar eervol ontheven om weer het commando over het regiment veldartillerie te Arnhem op zich te nemen. Vanuit deze functie werd hij in maart 1871 benoemd tot generaal-majoor, inspecteur van het wapen der artillerie en op 14 juni 1873 gepensioneerd met een pensioen van 2.400 gulden per jaar. Hij overleed te Den Haag in maart 1898. 